# Monika Döring
Monika Döring (* 5. März 1937; † 2. Mai 2024 in Berlin) war eine deutsche Konzertveranstalterin. Mit ihrem Club „Loft“ zählte sie in den 1980er Jahren zu den wichtigsten Veranstaltern der Avantgarde-Musikszene West-Berlins.

## Werdegang
Monika Döring wuchs mit klassischer Musik auf. Ihre Großmutter hatte eine Musikalienhandlung, Vater und Schwester waren Opernsänger.
Sie interessierte sich zunächst für Free Jazz. Darüber entdeckte sie den Punk. In den 1970er Jahren gehörte sie zur West-Berliner Spontiszene. Sie war mit Johannes Eisenberg und Renée Zucker eine der Initiatorinnen des Tunix-Kongresses und organisierte Festivals im Tempodrom wie „Monster, Mythen, Mutationen“. Mit dem späteren Kabarettisten Holger Klotzbach und anderen eröffnete sie 1977 das „Schwarze Café“ in der Kantstraße nahe dem Savignyplatz, das noch heute existiert. Ab 1981 veranstaltete sie Punkkonzerte in der „Music Hall“ in der Rheinstraße. Über die Studentenbewegung lernte sie ihren späteren Ehemann Heiner kennen.

## Gründung des „Loft“ und späteres Leben
Monika Döring bezog 1982 die ehemaligen Räume der „Jesus People“ unter dem „Metropol“ am Nollendorfplatz und gründete dort den 600 Personen fassenden Club und die Konzertagentur „Loft“ für Punk, Avantgarde-Musik und Alternativen Rock. Döring hielt dort über 500 Konzerte mit 800 Bands in sechs Jahren ab. Sie bot zahlreichen, bis dahin meist unbekannten Musikschaffenden eine Bühne, die später als relevant und bahnbrechend angesehen wurden. Johnny Haeusler hatte im „Loft“ mit seiner Band Plan B 1984 sein erstes Konzert. Döring habe ihn auftreten lassen, ohne die Band vorher gehört zu haben. Unter anderem organisierte sie Konzerte mit Tuxedomoon, The Birthday Party, Cabaret Voltaire, Sonic Youth, Die Ärzte, DIN A Testbild, Wire, Cocteau Twins, Diamanda Galás, Nick Cave, Stiff Little Fingers, The Bangles, Einstürzende Neubauten, Mona Mur, Björk, Notorische Reflexe, Laibach, Last Few Days,  Bad Brains, Swans, Abwärts, Johnny Thunders, Die Toten Hosen, Newtrament, Public Enemy und Run-D.M.C.
1987 übergab Döring „Loft Concerts“ an ihre Assistentin Irmgard Schmitz, die Club und Agentur gemeinsam mit dem Musiker und Promoter Axel Schulz weiterführte. Döring zog nach San Francisco und kam dort mit der Goa-Trance-Szene in Berührung. Sie befreundete sich mit Goa Gil und brachte Psytrance-Partys nach Berlin. Seit 1996 verbrachte sie ihre Zeit zwischen Berlin und Goa.
Im Mai 2024 starb Döring im Alter von 87 Jahren in Berlin.

## Rezeption
Sven Regener erinnerte sich in einem Interview mit dem Tagesspiegel an Monika Dörings ersten Club in Berlin: „Ansonsten hatte Monika Döring, die später das Loft am Nollendorfplatz betrieb, ihren ersten Laden in Steglitz, die Music Hall. Dort ist man hingefahren, zum Walther-Schreiber-Platz, mit der U-Bahn, da spielten dann drei Bands für fünf Mark. Das war natürlich auch bizarr.“
Der Berlin-Reiseführer des Stadtmagazins zitty von 1986 beschrieb Döring als „schillerndste Persönlichkeit in Berlins Rockmusikszene“.
Zu Dörings 80. Geburtstag widmete ihr die taz ein Porträt und nannte sie „Veranstalterlegende“. Dem Loft sei „weltweit“ der Ruf vorausgeeilt, dass Musiker dort verwöhnt werden. Eigentlich sei er „ein Salon wie im Paris des 18. Jahrhunderts“ gewesen, „wo philosophiert, gegessen (das Buffet ist von Monika) und getrunken wird – und dieser Salon setzte sich zu Hause fort in der Döring’schen Wohnung“.